# Shakima Wimbley
Shakima Wimbley (Fort Lauderdale, 23 de abril de 1995) é uma velocista norte-americana especialista nos 400 m rasos, campeã mundial no revezamento 4x400 metros. 
Ganhou a medalha de ouro no Campeonato Mundial de Atletismo de 2017 em Londres, com  Allyson Felix,  Quanera Hayes e Phyllis Francis. Também integrou o 4x400 m que ganhou a medalha de ouro no Campeonato Mundial de Atletismo em Pista Coberta de 2018, em Birmingham, Inglaterra, e nos Jogos Pan-americanos de 2015 em Toronto, Canadá.